# Eva Leithäuser

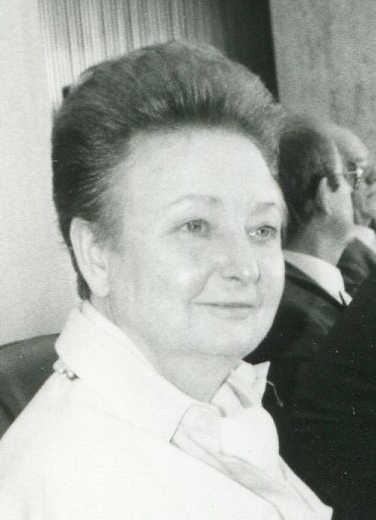
Eva Leithäuser (1993)

Eva Leithäuser (* 14. August 1925 in Berlin-Steglitz; † 28. Juni 2018 in Hamburg) war Hamburger Justizsenatorin und Richterin des Hamburgischen Verfassungsgerichts.

## Leben
Eva Leithäusers Großvater Gustav Leithäuser war Lehrer am Hamburger Johanneum. Ihr Vater Gustav Leithäuser war ein bekannter Hochfrequenztechniker und Professor an der Technischen Hochschule Berlin. Eva Leithäuser konnte nach ihrem Abitur im Jahr 1943 wegen der „halbarischen“ Abstammung ihrer Mutter noch nicht studieren und arbeitete zunächst als Sekretärin und Prokuristin, unter anderem bei Philips.
Von 1946 bis 1950 studierte sie in Berlin Jura und arbeitete nach dem Referendarexamen als wissenschaftliche Mitarbeiterin in einer Anwaltspraxis.
1956 legte sie die Zweite Juristische Staatsprüfung ab und wurde im November 1957 Juristin bei der Deutschen Bundespost. Zeitweilig stand  sie dem großen Berliner Postamt 12 (Zimmerstraße 26–28, Kreuzberg) vor. Im Frühjahr 1970 wurde sie in das Bundespostministerium nach Bonn versetzt, wo sie seit 1973 als Ministerialdirigentin im Personalbereich arbeitete. 1975 wurde sie als erste Frau Präsidentin der Oberpostdirektion Hamburg.

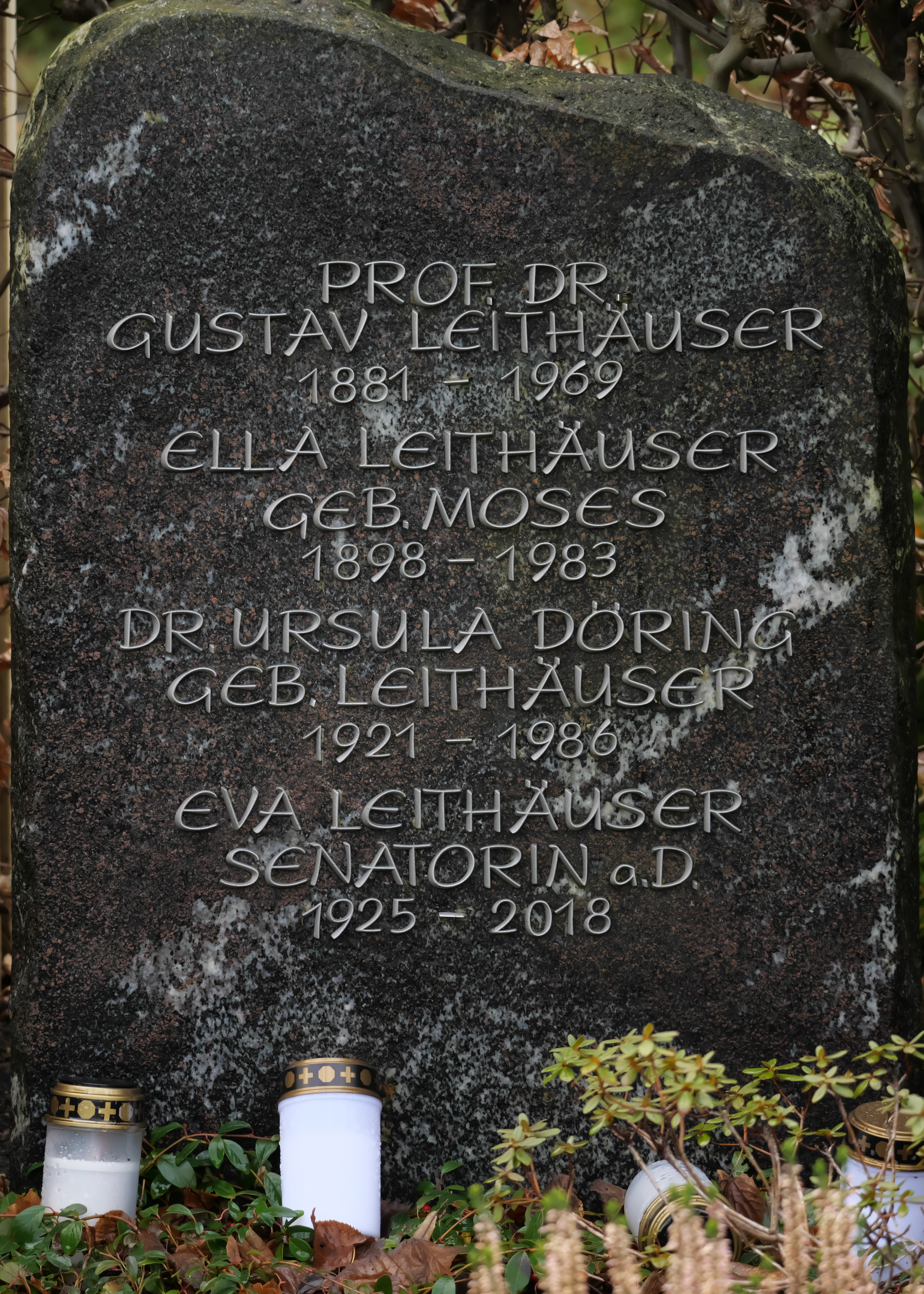
Grabstein der Familie Leithäuser

Bestattet ist sie in der Grabstelle ihres Vaters auf dem Luther-Friedhof in Berlin-Lankwitz.

## Politik
Ab 28. November 1979 war Eva Leithäuser Justizsenatorin von Hamburg. Wegen ihrer Zugehörigkeit zum Senat ruhte ihr Bürgerschaftsmandat, welches sie seit Juni 1982 innehatte.
1980 wurden unter ihrer Leitung tausend Einzelvorwürfe gegen Polizeibeamte untersucht.
Im Bundesrat brachte die Justizsenatorin 1983 den ersten Entwurf aus dem politischen Raum für ein Gesetz ein, mit dem Vergewaltigung in der Ehe unter Strafe gestellt werden sollte; dies gelang aber erst 1997.
Die Trennung der Leitung des Hamburgischen Oberverwaltungsgerichts und des Oberlandesgerichts wurde von Eva Leithäuser durchgesetzt. Davor waren die beiden Gerichte von einem Präsidenten geführt worden.
Schon vor Ablauf der Legislaturperiode kündigte Eva Leithäuser für die Zeit nach der Bürgerschaftswahl vom 9. November 1986 ihren Abschied als Senatorin an. Nach der Affäre um Werner Pinzner stand sie wegen des von ihr vertretenen liberalen Strafvollzugs und wegen des Hamburger Kessels in der öffentlichen Kritik. Daraufhin trat sie ebenso wie der Hamburger Innensenator Rolf Lange am 6. August 1986 zurück und ließ auch ihr Bürgerschaftsmandat ruhen.
Leithäuser kandidierte für die SPD 1982 bei den Wahlen zur 10. Wahlperiode der Hamburgischen Bürgerschaft auf Listenplatz 30.
Nach ihrer Tätigkeit als Senatorin wurde sie im Dezember 1989 Mitglied des Hamburgischen Verfassungsgerichts. Sie zählte zu den sechs Richtern, die am 4. Mai 1993 das Aufsehen erregende Urteil zur Neuwahl der Bürgerschaft herbeiführten. Dieses kostete die SPD im Herbst 1993 ihre 1991 gewonnene absolute Mehrheit und führte zu einer Koalition der SPD mit der erstmals angetretenen STATT-Partei des Ex-CDU-Mitglieds Markus Wegner. Im Mai 1995 wurde sie von der Bürgerschaft zum zweiten Mal mit großer Mehrheit als Verfassungsrichterin wieder gewählt. Sie war bis Mai 2000 im Amt.

## Ämter und Mitgliedschaften (Auswahl)
- Mitglied der Postgewerkschaft DPG[3][4]
- Seit 1967 Mitglied der SPD[3]
- Ab Juni 1989 Aufsichtsratsmitglied der Hamburgischen Staatsoper[3]
- Mitglied des Rundfunkrats des Norddeutschen Rundfunks (NDR)[3]
- Mitglied des Rundfunkrats der Deutschen Welle[3]

## Familie
Eva Leithäuser war unverheiratet.